# Наутилус
Наути́лус, навти́лус, або кораблик (від грец. ναυτίλος — моряк), — рід головоногих молюсків, прямих родичів восьминогів. Єдині серед сучасних головоногих молюсків, що мають зовнішню спірально закручену черепашку. Спіральна черепашка діаметром 15—23 см розділена на 35—38 камер, послідовно з'єднаних довгим сифоном. Сам молюск живе в передній, найбільшій, камері. Черепашка застосовується як поплавець і баласт. Нагнітаючи в камери черепашки біогаз або відкачуючи його з них, наутилус здатний спливати до поверхні води або занурюватися в її товщу.

## Види
- Nautilus belauensis Saunders, 1981 — Палау
- Nautilus macromphalus G.B. Sowerby II, 1849 — Нова Каледонія
- Nautilus pompilius Linnaeus, 1758 — Індонезія
- Nautilus samoaensis Barord et al., 2023[2] — Самоа
- Nautilus stenomphalus G.B. Sowerby II, 1849 — Великий Бар'єрний риф
- Nautilus vanuatuensis Barord et al., 2023[2] — Вануату
- Nautilus vitiensis Barord et al., 2023[2] — Фіджі
- †Nautilus taiwanusHuang, 2002[3]– Тайвань

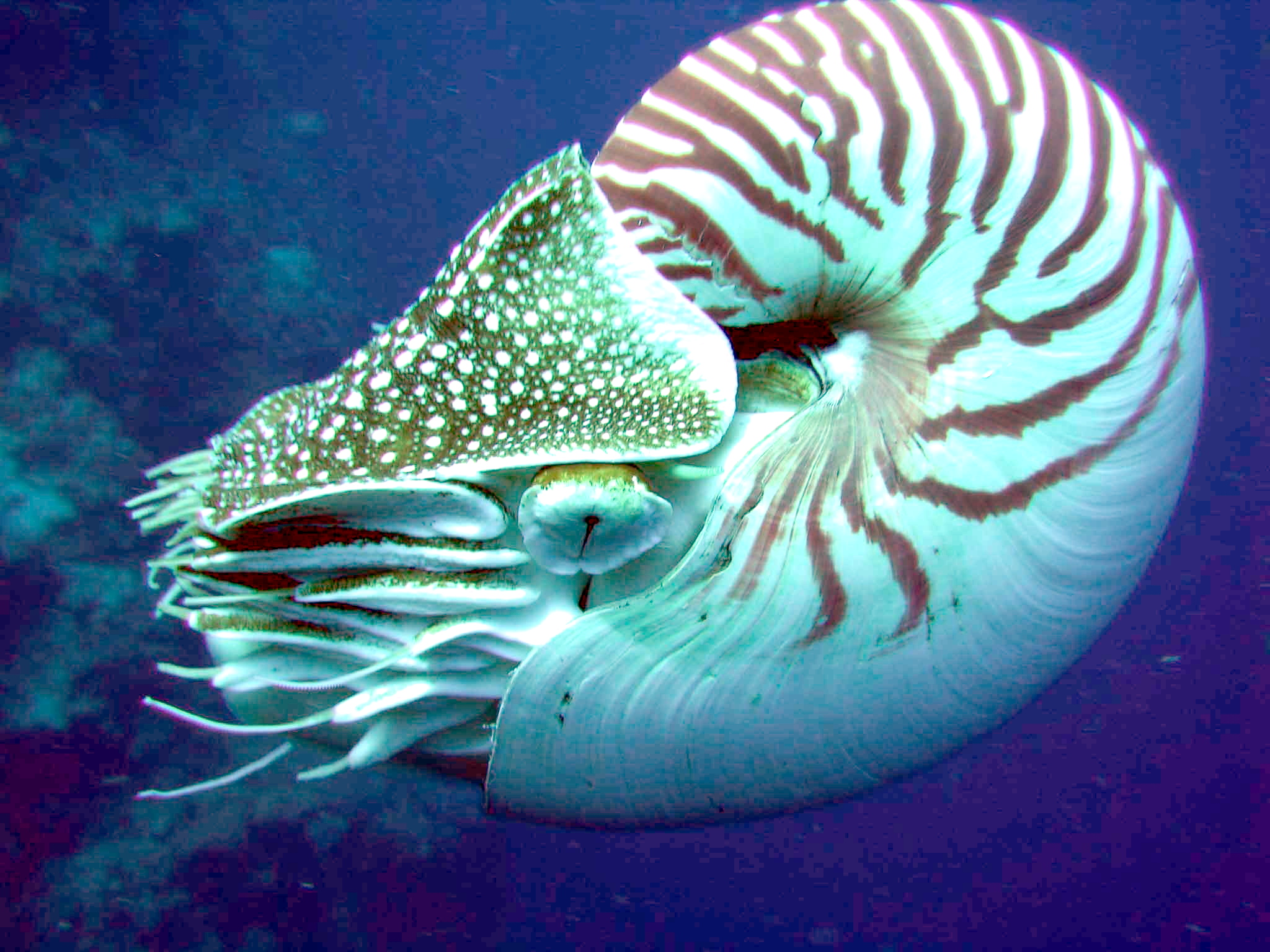
Nautilus belauensis
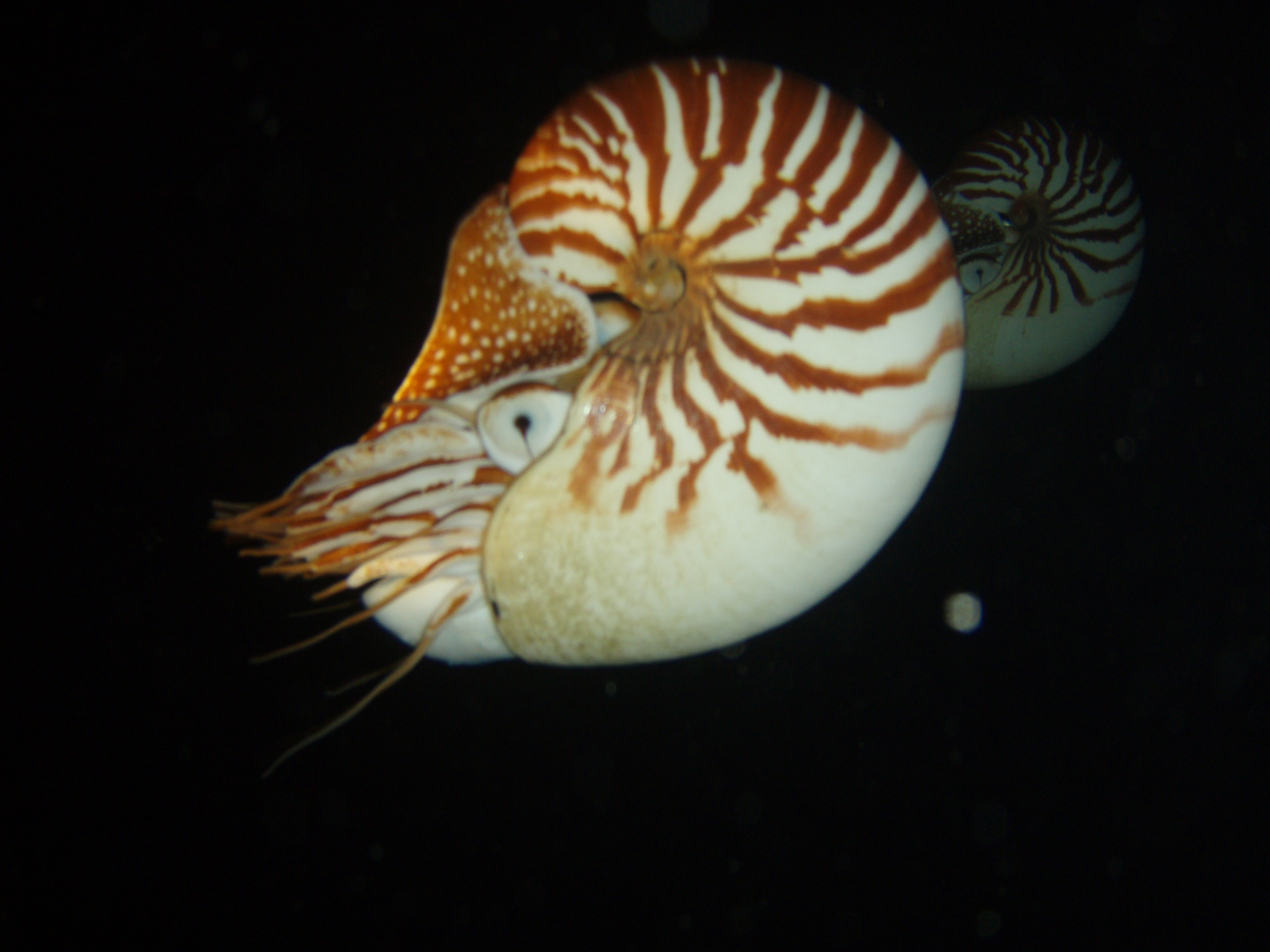
Nautilus macromphalus
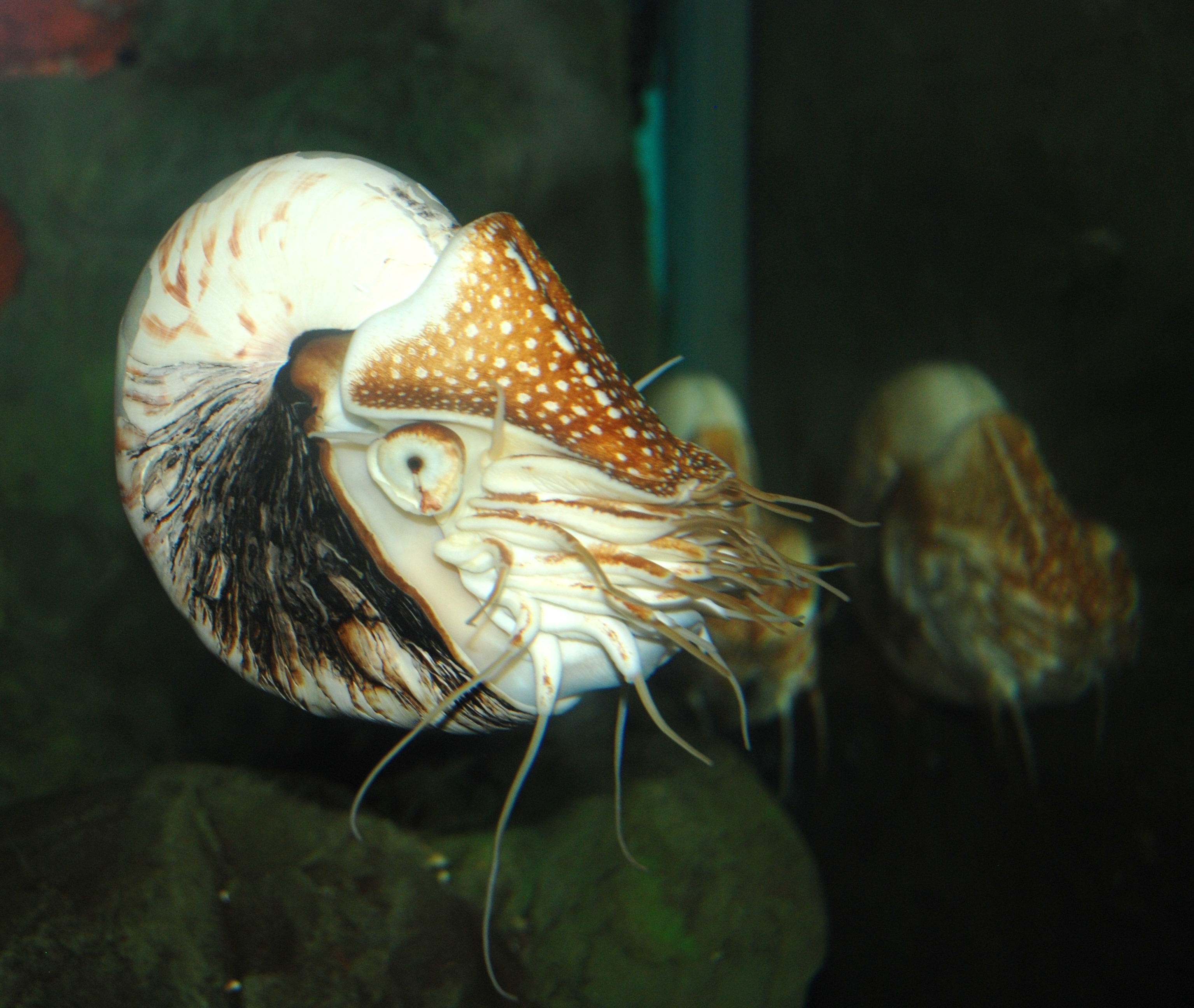
Chambered nautilus, Nautilus pompilius
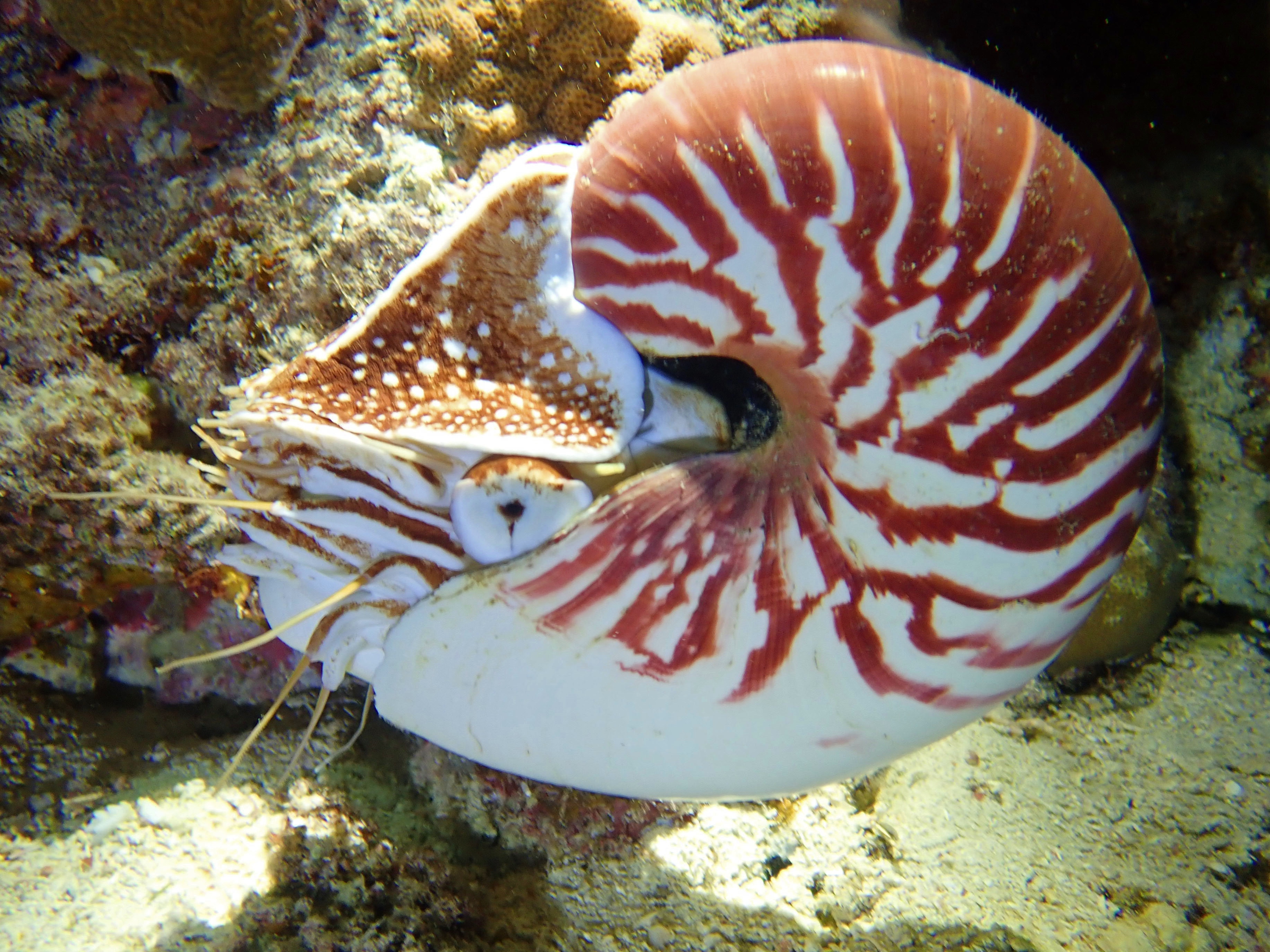
Nautilus vanuatuensis
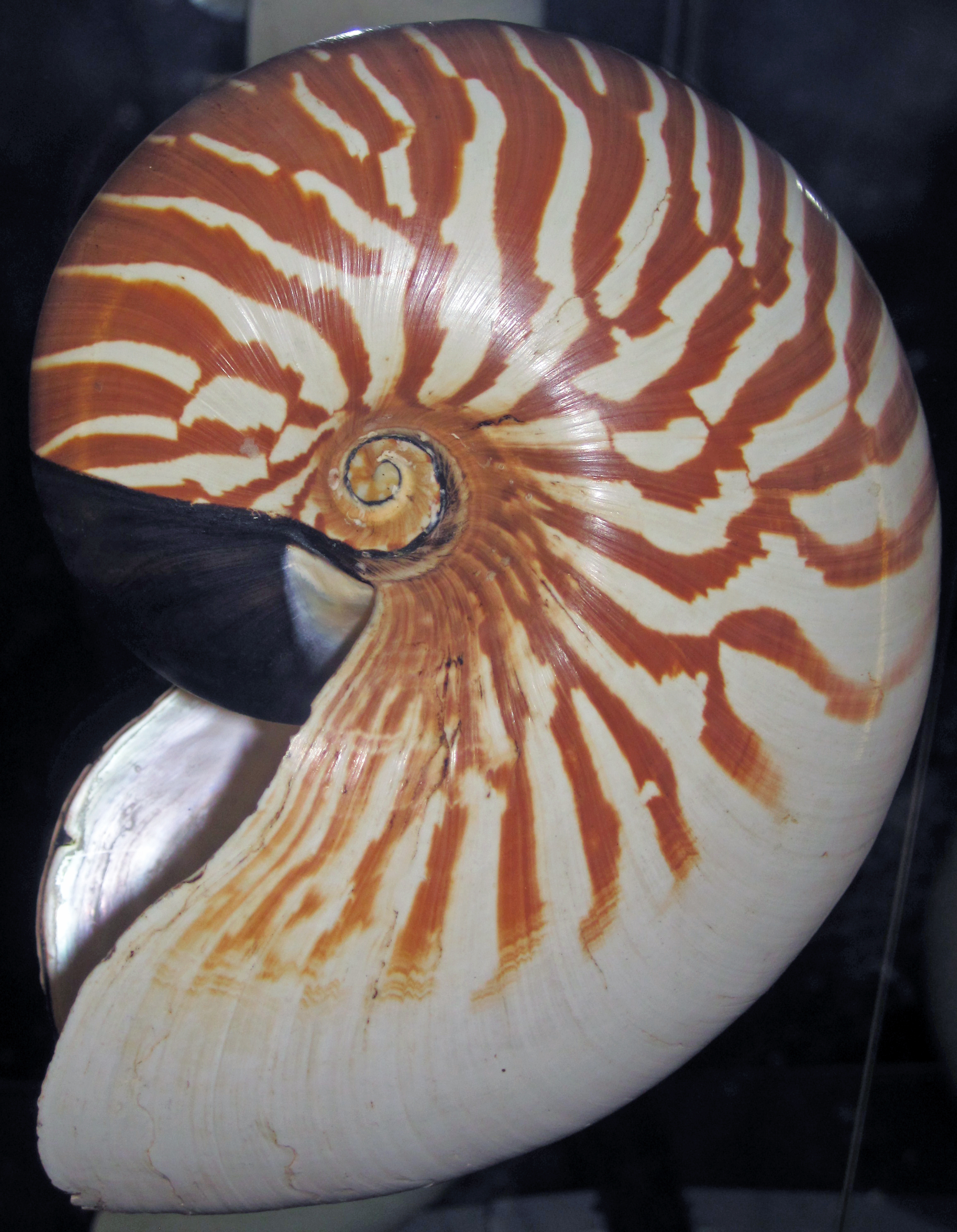
Nautilus stenomphalus
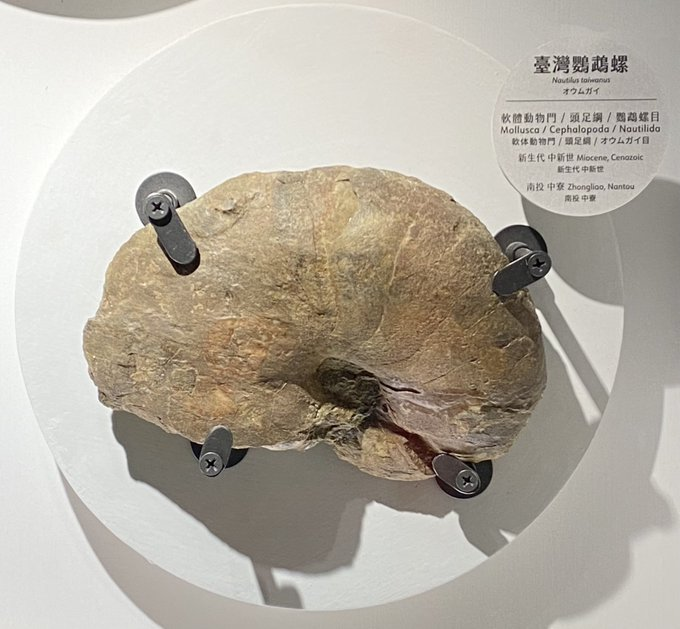
Nautilus taiwanus

## Характеристика
Наутилус — молюск з класу головоногих. Він веде пелагічний спосіб життя (тобто плаває в товщі океанської води) і досить рідко потрапляє в руки дослідників. Попри те, що черепашки наутилуса були відомі ще Арістотелю, перший детальний опис його будови зробив тільки в 1832 р. англійський порівняльний анатом Річард Овен (Richard Owen). Із палеонтології відомо, що найближчі родичі наутилуса (наутилоідеї) мають дуже давню еволюційну історію. Так, деякі наутилуси жили на Землі 500 млн років тому, в палеозойську еру. Це одна з тих тварин, яких іноді називають «живими викопними». Еволюційна лінія наутилуса відділилася від інших головоногих понад 400 мільйонів років тому. Від інших сучасних головоногих — восьминогів, кальмарів, каракатиць — наутилус відрізняється потужною зовнішньою черепашкою. Для головоногих молюсків це - примітивна ознака[джерело?].
Одна з найцікавіших особливостей наутилуса — його очі. Усі головоногі молюски — дуже рухливі тварини зі складною поведінкою, тож зір у них добре розвинений. Наприклад, очі головоногих схожі на очі хребетних: У них є зіниця, райдужка, рогівка, кришталик і внутрішня порожнина, заповнена чимось на зразок склоподібного тіла. Такі очі називають камерними. Промені світла потрапляють до ока через маленький отвір, званий зіницею, і проєктуються на шар світлочутливих клітин, званий сітківкою. Зовні зіниця зазвичай вкрита тонкою прозорою шкірою, яка називається рогівкою. А кришталик — це вставлена в зіницю лінза, яка фокусує світло, забезпечуючи чіткість зображення.
Складні камерні очі наутилусів не мають кришталиків. З інженерних міркувань, навіть найпростіший кришталик був би в такому оці корисним. Останні генетичні дослідження дозволяють припустити, що справжня причина відсутності кришталика в наутилуса полягає у втраті регуляторного гена Six3/6, який впливає на розвиток очей і наявний у переважної більшості інших тварин. Можливо, дивна будова очей наутилуса — це не хитре пристосування до чогось або просто еволюційна випадковість.

## У культурі
- «Наутилус» — підводний човен з романів Жуля Верна «Двадцять тисяч льє під водою» і «Таємничий острів», названий на честь молюска
- «Наутилус Помпилиус» — радянський і російський рок-гурт, названий на честь одного з видів роду Nautilus, а саме кораблика перлистого (Nautilus pompilius).